# Geaya caraca
Geaya caraca is een hooiwagen uit de familie Sclerosomatidae.